# Mîkolaiivka, Zinkiv
Mîkolaiivka (în ucraineană Миколаївка) este un sat în comuna Kîrîlo-Hannivka din raionul Zinkiv, regiunea Poltava, Ucraina.

## Demografie
Componența lingvistică a localității Mîkolaiivka
     Ucraineană (97,6%)
     Rusă (2,4%)
Conform recensământului din 2001, majoritatea populației localității Mîkolaiivka era vorbitoare de ucraineană (97,6%), existând în minoritate și vorbitori de rusă (2,4%).